# Regidor (corona de Castilla)
El regidor era un cargo de los municipios de la corona de Castilla. Su origen parece remontarse a la Antigua Roma a cuyo cuidado y celo estaba encomendado su gobierno político y económico en las ciudades. Equivale a los que entre los romanos obtenían el empleo de decuriones, según la opinión del político Bovadilla. Con los Decretos de Nueva Planta (1707-1716) de Felipe V de España el cargo se extendió a los municipios de la abolida corona de Aragón.

## Origen
Algunos autores, como Pellicer y Antonio Soteló, quieren atribuir el origen y establecimiento de estos regidores a los primeros tiempos de la Reconquista, en que afirman se establecieron varias leyes, por las cuales hecha la elección del rey don Pelayo, se empezó a gobernar la Monarquía eligiéndose para lo correspondiente a lo económico y policía a ciertas personas o Regidores que cuidasen de esto. Se valen para comprobar su dictamen de cierto manuscrito titulado Fueros de Sobrarve, que permanece en la Real Biblioteca de Madrid en donde se hallan las referidas leyes y no menos se hace mención de la palabra Alcalde. 
Todo lo cual, haciéndose inverosímil por las fundadas razones con que convence de supuesta la antigüedad atribuida a aquel manuscrito o leyes antiguas Lorenzo de Santayana en su obra Tribunales y Magistrados de España, se evidencia también por lo que expone Lorenzo de Padilla sobre el principio de este oficio. Afirma este historiador que habiendo experimentado el rey Enrique II de Castilla las perniciosas resultas que originaron en el Reino los grandes bandos nacidos entre los afectos a su partido y los que aún permanecían unidos al de su hermano difunto D. Pedro, contra los cuales habían pedido los Estados del Reino en las segundas Cortes de Toro no fuesen admitidos en sus antiguos pueblos, determinó en el año 1360 que en todas las villas y lugares donde reinaban semejantes alteraciones, se crease cierto número de personas nobles que, asistiendo con la Justicia a los Ayuntamientos y Concejos que en adelante se celebrasen, rigiesen y gobernasen el pueblo, de donde recibieron la denominación de Regidores. Por el régimen así establecido, fueron expelidos del manejo de todos los negocios los vecinos del estado popular y demás que no gozasen de este honor.

## Número y funciones
Es difícil averiguar el número de regidores constituido al principio, pero con razón puede presumirse sería mayor o menor a proporción de cada pueblo. Su objeto debe ser el celar en todo lo que pueda contribuir al mayor beneficio del municipio, pues al ser escogidos, estaban obligados a procurar su prosperidad y paz, haciéndose por su contrario proceder reos del castigo del Soberano, como lo ejecutó el rey Enrique III de Castilla informado de la poca exactitud con que satisfacían a sus oficios los Regidores de Córdoba, Sevilla y otras ciudades, por lo cual les privó de sus oficios y los reformó al número de tres o cuatro, permaneciendo así hasta el reinado de Juan II, hijo de dicho Don Enrique, quien lo aumentó y creó otros Regidores en las más ciudades pueblos del Reino, distinguiendo a la Imperial de Toledo en concederla algunos llamados Jurados, que en representación del Común, como Tribunos, defendiesen y patrocinasen sus intereses públicos.

## Oposición
Se les hacía muy violento a los pueblos el gobierno de estos alcaldes y justicias de Regidores lo que fue motivo de que se encendiese entre ellos el fuego de la discordia, valiéndose los populares para su mayor fomento de personas poderosas bajo cuyo favor y abrigo se oponían a sus ayuntamientos. Instruido así de todo ello por las Cortes celebradas en Ocaña en 1422 a petición de los procuradores de las Ciudades y Villas que concurrieron a ellas, en la suplicación doce, ordenó que el gobierno de los pueblos corriese solo a cargo y dirección de los regidores y justicias prohibiendo a las personas principales que favoreciesen a la plebe con su poder a fin de introducirse en los Ayuntamientos, para cuyo remedio concedió la facultad a los alcaldes y justicias de proceder a su castigo y contener los expresados excesos y alteraciones.